# Baltzar Wachtmeister
Baltzar Wachtmeister, född 28 december 1895 i Tolfta, Uppsala län, död 19 maj 1960 i Stockholm, var en svensk greve och kammarherre.

## Biografi
Wachtmeister var son till överstekammarherren, greve Henning Wachtmeister och Esther Carleson samt bror till Welam Wachtmeister. Han tog studentexamen i Stockholm 1916, reservofficersexamen 1918 och kansliexamen i Stockholm 1924. Wachtmeister blev fänrik i Svea livgardes (I 1) reserv 1918 och underlöjtnant 1920. Han blev tjänstgörande kammarjunkare 1925, kammarherre 1933 och vice ceremonimästare vid Kunglig Majestäts hov 1938. Wachtmeister var godsdisponent 1926-1937 och konventsledamot i Johanniterorden i Sverige.
Wachtmeister gifte sig 1926 med Vera Toll (1905-2002). Han var far till Eric (född 1935). Wachtmeister avled 1960 och gravsattes på Norra begravningsplatsen i Stockholm.

## Utmärkelser
Wachtmeisters utmärkelser:
- Minnestecken med anledning av Konung Gustaf V:s 70-årsdag (GV:sJmt)
- Riddare av Vasaorden (RVO)
- Riddare av Johanniterorden (RJohO)
- Officer av Belgiska Leopold II:s orden (OffBLeopII:sO)
- Officer av Lettiska Tre stjärnors orden (OffLettTSO)
- Riddare av Spanska civilförtjänstorden (RSpCfO)